# 舍梅舍伊卡區

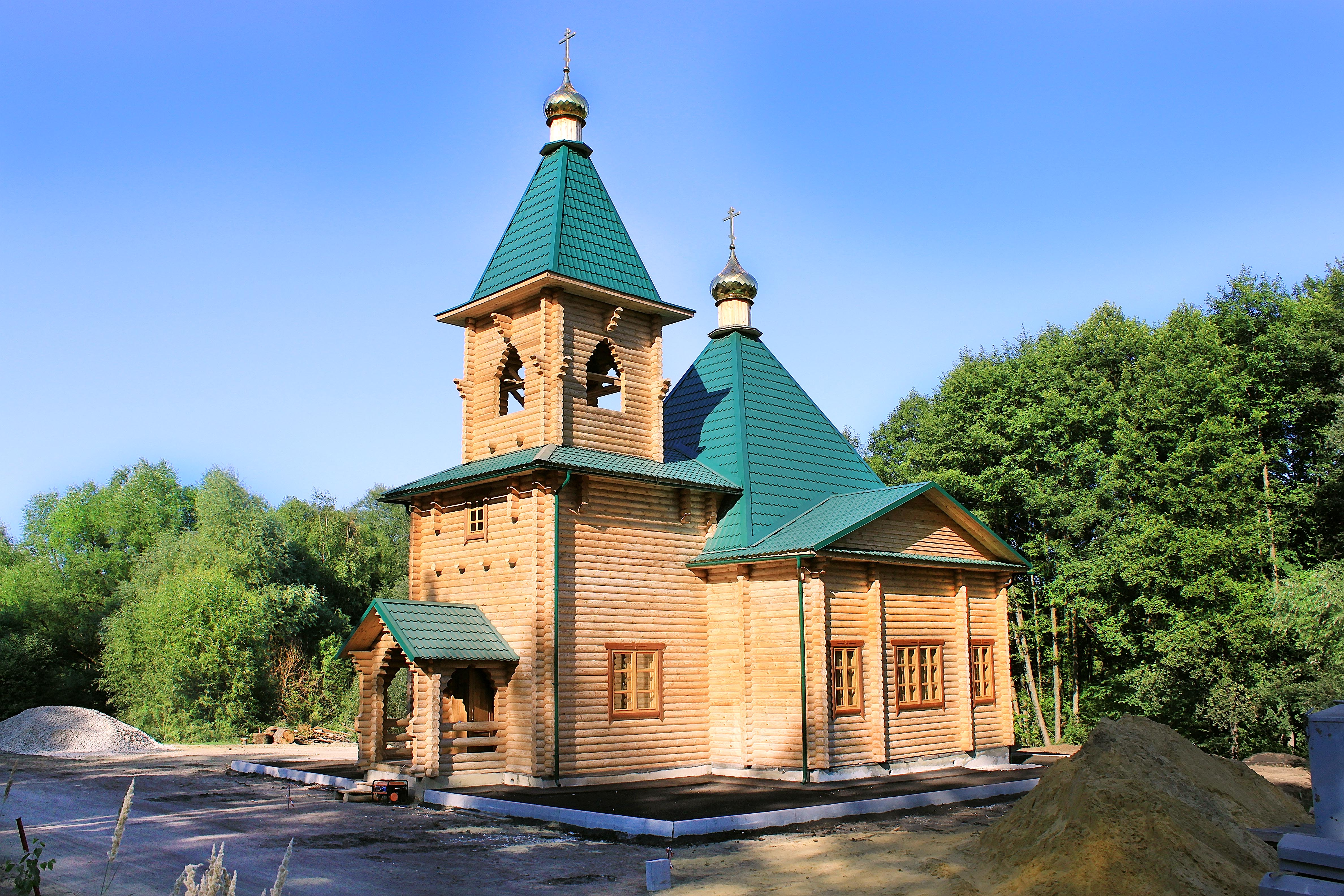

52°53′30″N 45°23′30″E / 52.89167°N 45.39167°E
舍梅舍伊卡區（俄语：Шемышейский район），是俄羅斯的一個區，位於該國西南部，由奔薩州負責管轄，面積1,688平方公里，2010年該區人口17,661，人口密度每平方公里10.46人。